# Liste der Monuments historiques in Île-d’Houat
Die Liste der Monuments historiques in Île-d’Houat führt die Monuments historiques in der französischen Gemeinde Île-d’Houat auf.

## Liste der Bauwerke
| Bezeichnung                 | Beschreibung | Standort            | Kennzeichnung | Schutzstatus | Datum | Bild |
| --------------------------- | ------------ | ------------------- | ------------- | ------------ | ----- | ---- |
| Geschützstellung            |              | (Lage)              | PA56000028    | Inscrit      | 2000  |      |
| Dolmen de Bod-en-Lann-Vras  |              | (Lage)              | PA00091294    | Classé       | 1931  |      |
| Dolmen de Stang-Vras        |              | (Lage)              | PA00091295    | Classé       | 1931  |      |
| Prähistorische Ausgrabungen |              | (Lage)              | PA00091296    | Classé       | 1927  |      |
| Fort                        |              | Er Prad (Lage)      | PA56000029    | Inscrit      | 2000  |      |
| Menhir de Bar-Kreiz         |              | Bar-Kreiz (Lage)    | PA00091297    | Classé       | 1931  |      |
| Menhir de Men-Guen          |              | Men-Guen (Lage)     | PA00091298    | Classé       | 1931  |      |
| Menhir de Parc-er-Menhir    |              | (Lage)              | PA00091299    | Classé       | 1931  |      |
| Menhirs de Men-Plat         |              | Men-Plat (Lage)     | PA00091300    | Classé       | 1931  |      |
| Réduit de Béniguet          |              | (Lage)              | PA56000030    | Inscrit      | 2000  |      |
| Tumulus d’er-Stangvras      |              | Er-Stangvras (Lage) | PA00091301    | Classé       | 1931  |      |